# Île Hearst
Pour les articles homonymes, voir Hearst.
L'île Hearst est une île antarctique couverte de glace, située à 6 km à l'est du cap Rymill, dans la mer de Weddell, au large de la côte orientale de la terre de Palmer. L'île, en forme de dôme, mesure 58 km de long, dans un axe nord-sud, 11 km de large et s'élève jusqu'à 365 mètres. Elle fut aperçue pour la première fois le 20 décembre 1928 lors d'un vol de Sir Hubert Wilkins. Pensant qu'elle était rattachée au continent antarctique, il la nomma Hearst Land d'après William Randolph Hearst, qui aida à financer l'expédition. Elle fut réaperçue et son insularité prouvée en 1940 par des membres de l'USAS qui exploraient la côte par terre et par air. Ils la nommèrent Wilkins Island. L'examen des photos aériennes montrèrent cependant que cette grande île était la terre découverte par Wilkins.

## Webographie
- SCAR Portail d'Obis